# Anisaspis awa
Espèce
Anisaspis awa est une espèce d'araignées mygalomorphes de la famille des Paratropididae.

## Distribution
Cette espèce est endémique de la province du Carchi en Équateur,. Elle se rencontre sur le Chiles.

## Description
Le mâle holotype mesure 12,4 mm.

## Systématique et taxinomie
Cette espèce a été décrite par Sherwood, Brescovit et Lucas en 2023.

## Étymologie
Cette espèce est nommée en l'honneur des Awa.

## Publication originale
- Sherwood, Brescovit & Lucas, 2023 : « Anisaspis awa, new species, and first record of the genus from Ecuador (Araneae: Paratropididae). » Arachnology, vol. 19, no 4, p. 769-771.